# Koryun Nikoghosjanmuseet
Koryun Nikoghosjanmuseet är ett personmuseum i distriktet Shengavit i Jerevan i Armenien, som är tillägnat den armeniske
konstnären Koryun Nikoghosjan (1939–1976).